# Fumikiri Jikan
Залізничний переїзд (яп. 踏切時間, Fumikiri Jikan) — японська манґа Сато Йосіми, що публікується з 2016 року в сейнен-журналі Monthly Action видавництва Futabasha. Аніме-адаптація вийшла 9 квітня 2018 року.

## Синопсис
Декілька дівчат зустрілися на залізничному переїзді, познайомилися та почали розповідати короткі історії про своє життя.

## Персонажі
- Ай (яп. 愛, Ай)

Сейю: Саяка Сембонґі
- Томо (яп. トモ, Томо)

Сейю: Юї Огура

## Медіа

### Манґа
Манґа Fumikiri Jikan написана та ілюстрована Сато Йосімі, виходила у журналі Monthly Action видавництва Futabasha з 25 травня 2016 по 25 вересня 2021. Вісім танкобонів виходили з 12 грудня 2016 по 9 грудня 2021.

#### Список томів
| № | Дата виходу     | ISBN                   |
| - | --------------- | ---------------------- |
| 1 | 12 грудня 2016  | ISBN 978-4-57-584896-0 |
| 2 | 12 травня 2017  | ISBN 978-4-57-584972-1 |
| 3 | 12 березня 2018 | ISBN 978-4-57-585123-6 |
| 4 | 12 червня 2018  | ISBN 978-4-57-585168-7 |
| 5 | 12 березня 2019 | ISBN 978-4-57-585279-0 |
| 6 | 12 грудня 2019  | ISBN 978-4-57-585392-6 |
| 7 | 12 вересня 2020 | ISBN 978-4-57-585488-6 |
| 8 | 9 грудня 2021   | ISBN 978-4-575-85665-1 |

### Аніме
24 січня 2018 року відбувся анонс аніме-телесеріалу виробництва Ekachi Epilka, зрежисований Есіо Судзукі за сценарієм Тіба Місудзу, музику до серіалу написав Кобаясі Тецуя. 24 січня, відбувся анонс телевізійного аніме-серіалу. Режисер Судзукі Есіо, сценарист Місудзу Тіба і композитор Тецуя Кобаясі.